# Brieulles-sur-Meuse
Brieulles-sur-Meuse és un municipi francès situat al departament del Mosa i a la regió del Gran Est a la confluència del Wassieu i del Mosa. L'any 2007 tenia 333 habitants.

## Demografia

### Població
El 2007 la població de fet de Brieulles-sur-Meuse era de 333 persones. Hi havia 136 famílies, de les quals 48 eren unipersonals (16 homes vivint sols i 32 dones vivint soles), 48 parelles sense fills, 36 parelles amb fills i 4 famílies monoparentals amb fills.
La població ha evolucionat segons el següent gràfic:
Habitants censats

### Habitatges
El 2007 hi havia 185 habitatges, 147 eren l'habitatge principal de la família, 25 eren segones residències i 13 estaven desocupats. 175 eren cases i 9 eren apartaments. Dels 147 habitatges principals, 103 estaven ocupats pels seus propietaris, 38 estaven llogats i ocupats pels llogaters i 6 estaven cedits a títol gratuït; 9 tenien dues cambres, 14 en tenien tres, 26 en tenien quatre i 98 en tenien cinc o més. 112 habitatges disposaven pel capbaix d'una plaça de pàrquing. A 78 habitatges hi havia un automòbil i a 50 n'hi havia dos o més.

### Piràmide de població
La piràmide de població per edats i sexe el 2009 era:
| Homes | Edats   | Dones |
| ----- | ------- | ----- |
| 0     | 95 o +  | 4     |
| 0     | 90 a 94 | 0     |
| 0     | 85 a 89 | 4     |
| 0     | 80 a 84 | 4     |
| 4     | 75 a 79 | 8     |
| 8     | 70 a 74 | 8     |
| 20    | 65 a 69 | 20    |
| 4     | 60 a 64 | 4     |
| 8     | 55 a 59 | 8     |
| 16    | 50 a 54 | 20    |
| 12    | 45 a 49 | 4     |
| 16    | 40 a 44 | 0     |
| 8     | 35 a 39 | 8     |
| 4     | 30 a 34 | 12    |
| 12    | 25 a 29 | 12    |
| 8     | 20 a 24 | 12    |
| 8     | 15 a 19 | 8     |
| 8     | 10 a 14 | 12    |
| 20    | 5 a 9   | 8     |
| 16    | 0 a 4   | 4     |

## Economia
El 2007 la població en edat de treballar era de 213 persones, 143 eren actives i 70 eren inactives. De les 143 persones actives 126 estaven ocupades (76 homes i 50 dones) i 17 estaven aturades (7 homes i 10 dones). De les 70 persones inactives 28 estaven jubilades, 15 estaven estudiant i 27 estaven classificades com a «altres inactius».

### Ingressos
El 2009 a Brieulles-sur-Meuse hi havia 143 unitats fiscals que integraven 312 persones, la mediana anual d'ingressos fiscals per persona era de 13.816 €.

### Activitats econòmiques
Dels 6 establiments que hi havia el 2007, 2 eren d'empreses de fabricació d'altres productes industrials, 1 d'una empresa de comerç i reparació d'automòbils, 1 d'una empresa immobiliària, 1 d'una empresa de serveis i 1 d'una entitat de l'administració pública.
L'any 2000 a Brieulles-sur-Meuse hi havia 12 explotacions agrícoles que ocupaven un total de 1.314 hectàrees.

## Poblacions més properes
El següent diagrama mostra les poblacions més properes.